# قفل آویز

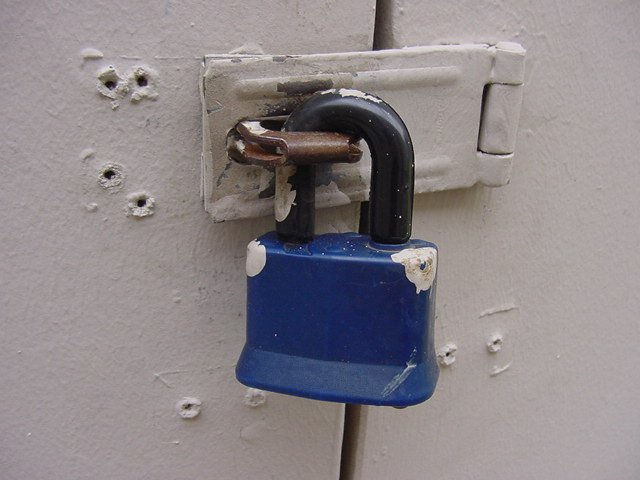
قفل آویز

قفلِ آویز به قفل حلقه‌دار قابل حملی گفته می‌شود که با کلید، با رمز یا با برق باز و بسته شود.
یک قفل آویز تشکیل شده از یک حلقه فلزی که به یک محفظه فلزی متصل است. قفل‌های آویز کوچک، معمولاً حلقه‌ای به ضخامت ۲ تا ۳ میلیمتر و دهنه ۱ سانتیمتر دارند. قفل‌های آویز بزرگ ممکن است حلقه‌هایی به ضخامت ۸ میلیمتر و دهنه‌ای تا ۱۰ سانتیمتر داشته باشند.
قفل‌های آویز از روزگار کهن در چین وجود داشته‌اند. در اروپا نخستین بار سلت‌ها این گونه قفل را به‌کار بردند. بازرگانان سلتی برای محفوظ نگه داشتن پول‌های خود از قفل‌های آویز استفاده می‌کردند.

## نگارخانه

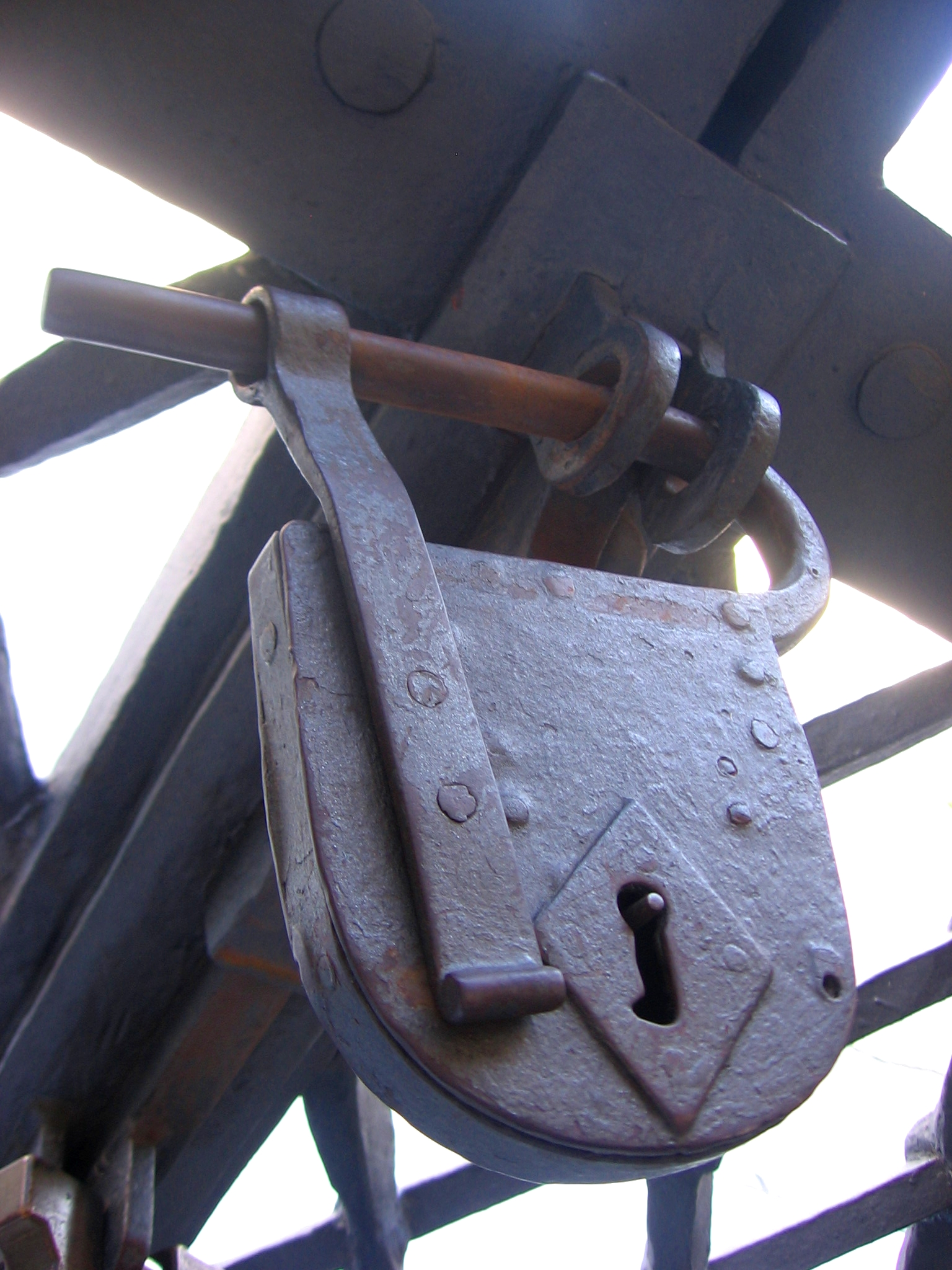
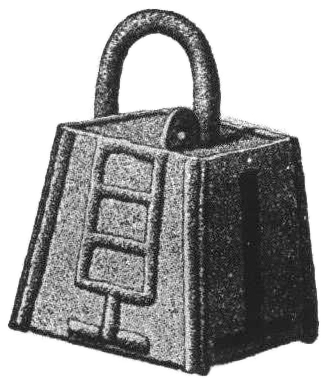